# Sint-Vincentamazone
De Sint-Vincentamazone (Amazona guildingii) is een amazonepapegaai uit de familie Psittacidae (papegaaien van Afrika en de Nieuwe Wereld). De wetenschappelijke naam van de soort werd als Psittacus Guildingii in 1837 gepubliceerd door Nicholas Aylward Vigors. Hij noemde deze vogel naar de natuuronderzoeker Lansdown Guilding (1797-1831). Het is een door habitatverlies kwetsbaar geworden vogelsoort die alleen voorkomt op het Caribisch eiland Saint Vincent.

## Kenmerken
De vogel is 40 cm lang. Er zijn verschillende kleurvormen die in het wild voorkomen. Meest algemeen is een vorm met een witte kop en een gele kruin. Van boven is deze kleurvorm verder bronskleurig, van onder ook gedeeltelijk met een meer groenachtige buik. De vleugeldekveren zijn oranje en rood en de handpennen zijn geel met zwarte punten. De staart is donkerblauw, aan de basis oranje en met een gele eindband. Er is ook een meer groen gekleurde variant met minder contrast in het verenkleed.

## Verspreiding en leefgebied
Deze soort is endemisch op het Caribisch eiland Saint Vincent. De leefgebieden van deze vogel liggen in vochtig natuurlijk bos in heuvelland tussen de 125 en 1000 meter boven zeeniveau. Deze papegaai wordt ook wel in gedeeltelijk in cultuur gebracht landschap waargenomen. De vogel broedt in losse kolonies van ongeveer 12 paren.

## Status
De Sint-Vincentamazone heeft een beperkt verspreidingsgebied en daardoor is de kans op uitsterven aanwezig. De grootte van de populatie werd in 2016 door BirdLife International geschat op 250 tot duizend volwassen individuen. De populatie-aantallen nemen toe dankzij de instelling van reservaten en een hertintroductieprogramma. In het verleden was er veel illegale jacht en vangst verder bestaat op langere termijn nog steeds het gevaar dat leefgebieden worden aangetast door ontbossing, waarbij natuurlijk bos plaats maakt voor intensief agrarisch gebruikt land (bananenteelt) en verder de aanleg van infrastructuur.  Om deze redenen staat deze soort als kwetsbaar op de Rode Lijst van de IUCN.
Er gelden beperkingen voor de handel in deze papegaai, want de soort staat in de Bijlage I en II van het CITES-verdrag.